# Réseau environnement santé
Le Réseau Environnement Santé (« RES ») est une Association loi de 1901 fondée et présidée par le chimiste et toxicologue André Cicolella en 2009, pour mener des actions dans le domaine de la santé environnementale, notamment pour limiter l’exposition de la population aux perturbateurs endocriniens.
Le réseau regroupe des ONG, des associations de professionnels de santé, de scientifiques et de malades, ainsi que des adhérents individuels.

## Actions
Le Réseau Environnement Santé est à l’initiative de la Stratégie Nationale Perturbateurs Endocriniens (SNPE), actée en 2014 et confirmée en 2019, avec l’objectif principal de « réduire l’exposition de la population ».
L'association est également l'instigatrice de l’interdiction du Bisphénol A dans les biberons en France, puis dans l’ensemble de l’Union Européenne. Par des campagnes de communication telles que la campagne « Villes et Territoires Sans Perturbateurs Endocriniens », dont plusieurs régions et villes,, ont signé la charte, le Réseau Environnement Santé vise à mobiliser les collectivités territoriales avec l’objectif de mettre la Santé Environnementale au cœur des politiques publiques,.
Le Réseau Environnement Santé organise régulièrement des colloques avec des associations de malades (thyroïdite, infertilité, AVC-Jeunes, obésité, etc.), pour mettre dans le débat public les données scientifiques montrant la réalité concrète de l’ épidémie mondiale de maladies chroniques (obésité, diabète, HTA et pathologies cardio-vasculaires, etc.), ainsi que différents sujets thématiques (petite enfance, normes dans les eaux, habitat/urbanisme, etc.).

## Principaux projets
Le Réseau Environnement Santé mène quatre projets majeurs :
1. Perturbateurs endocriniens, avec pour objectif de faire reconnaître les perturbateurs endocriniens comme des polluants majeurs ;
2. Maladies chroniques, avec pour objectif de mettre en évidence l’importance du lien entre environnement et maladies chroniques ;
3. Maladies émergentes – risques émergents, avec pour objectif de donner de la visibilité aux « Nouvelles Maladies de l'Environnement » et enclencher un travail de prise en charge clinique et de recherche ;
4. Alimentation Environnement, avec pour objectif d’illustrer l’approche multi-milieux du lien entre l’environnement, l’alimentation et la santé.